# Жусимейра
Жусимейра (порт. Juscimeira)  —  муниципалитет в Бразилии, входит в штат Мату-Гросу. Составная часть мезорегиона Юго-восток штата Мату-Гроссу. Входит в экономико-статистический  микрорегион Рондонополис. Население составляет 12 887 человек на 2006 год. Занимает площадь 2 205,018 км². Плотность населения - 5,8 чел./км².

## Статистика
- Валовой внутренний продукт на 2003 составляет 65.107.370,00 реалов (данные: Бразильский институт географии и статистики).
- Валовой внутренний продукт на душу населения на 2003 составляет 5.204,84 реалов (данные: Бразильский институт географии и статистики).
- Индекс развития человеческого потенциала на 2000 составляет 0,718 (данные: Программа развития ООН).